# Dragomanówka
Dragomanówka (ukr. Драгоманівка, Drahomaniwka) – wieś na Ukrainie, w obwodzie tarnopolskim, w rejonie tarnopolskim. W 2001 roku liczyła 58 mieszkańców.

## Zmarli
- Pawło Dumka